# Operacija Atalanta
Operacija Atalanta (tudi angleško European Union Naval Force Somalia) je trenutna vojaška operacija Evropske unije, ki je del globalne akcije proti piratom, ki delujejo na področju Adenskega zaliva ter napadajo ladijski promet na tem območju.
To je prva pomorska operacija Evropske unije, ustanovljena je bila z resolucijami 1814, 1816, 1838 in 1846, ki jih je leta 2008 izdal Varnostni svet OZN, z resolucijo 1918 iz leta 2009 ter z resolucijo 1970 iz leta 2010.
Mandat je opredeljen za:
- zavarovanje plovil, ki v okviru Svetovnega programa za hrano (WFP) dostavljajo prehrano za begunce v Somaliji;
- zavarovanje nezaščitenih plovil, ki plujejo ob somalijski obali ter za preprečitev in represijo piratskih dejanj ter oboroženih ropov ob somalijski obali;
- opazovanje ribiških aktivnosti ob somalijski obali.[2]

Operacija Atalanta je povezana s programom Maritime Security Centre - Horn of Africa (MSCHOA), ki nadzoruje mednarodni ladijski promet na tem območju.
Sprva je bilo načrtovano, da bo operacija trajala le 12 mesecev (do 13. decembra 2009), a je bila z odločitvijo Varnostnega sveta OZN podaljašana do decembra 2012.
Januarja 2011 je v operaciji sodelovalo 23 članic EU in štiri druge države, pri čemer je v njej neposredno sodelovala okoli 2.000 pripadnikov oboroženih sil. Na leto operacija stane okoli 8 milijonov evrov. Operacijsko poveljstvo se nahaja v Northwood Headquarters (Združeno kraljestvo).